# Герои восстали: Как Загадочник получил своё имя
«Герои восстали: Как Загадочник получил своё имя» (англ. Heroes Rise: How the Riddler Got His Name) — пятнадцатый эпизод и весенняя премьера третьего сезона американского криминального телесериала «Готэм» и 59-й во всём сериале. Также это первый эпизод, который носит подзаголовок «Герои восстали». Сценарий был написан Меганом Мостином-Брауном, а режиссёром выступил Ти Джей Скотт. Премьера эпизода состоялась 24 апреля 2017 года на канале FOX. В этом эпизоде, после убийства Кобблпота и опускания его тела в порт Готэма, Нигма начинает сомневаться, какой путь он будет делать дальше, вспомнив его слова о том, что без Кобблпота, он не будет ничем другим. Нигма решает, что ему нужно что-то или кто-то, чтобы признать, кто он на самом деле, и начинает совершать преступления, связанные с его играми-загадками, чтобы найти свою истинную цель: настоящего врага. Тем временем, Брюс продолжает своё обучение, в то время как Гордон беседует со своим дядей Фрэнком для получения информации о смерти его отца и его роли в Суде Сов.
Эпизод получил в основном положительные отзывы от критиков, хваля выступления Кори Майкла Смита и Криса Чока в этом эпизоде.

## Сюжет
Внутри здания, Нигма (Кори Майкл Смит) ловит профессора в лаборатории и держит его под дулом пистолета. Затем он задает ему вопросы о загадках, но профессор проваливается во всех вопросах, которые он задает. Тогда Нигма связывает его и показывает, что он убивал людей раньше, и что, зная, кто он, он не знает, как быть самим собой. Когда профессор снова терпит неудачу в загадках, Нигма зажигает лабораторию с бензобаками и уходит, убивая профессора.
В Суде Сов, Кэтрин (Лесли Хендрикс) заканчивает практику «промывания мозгов» двойнику Брюса Уэйна (Давид Мазуз) и призывает Фрэнка (Джеймс Ремар) заставить Гордона (Бен Маккензи) присоединится к Суду. В поместье Даля Нигма начал принимать таблетки, из-за которых у него появились галлюцинации Кобблпота (Робин Лорд Тейлор), который мучает его за своё поведение. Когда он столкнулся с недавними убийствами, которые он совершил, Нигма показывает, что ему просто нужен человек, который знает его загадки, чтобы помочь ему. Затем он приходит к выводу, что ему просто нужен враг, и он только что нашел его: Джим Гордон.
Буллок (Донал Лог) сообщает о недавних убийствах Фоксу (Крис Чок), посчитав, что все они принадлежат интеллектуальной и художественной элите Готэма, но он отвергнут, поскольку они должны сосредоточиться на более важных вопросах, связанных с городом. Человек в фруктовом костюме приходит в полицию Готэма и даёт Буллоку и Фоксу карточку с подсказкой для следующей цели. Карта содержит образец, который подаёт сигнал о Рыцарском Туре на шахматной выставке. Нигма уже ждёт Гордона, но обнаруживает, что человек, который решил, является никем, как Фокс. Затем он включает устройство, которое электризует участников. Фокс затем решает вопрос в шахматных партиях, чтобы найти номер телефона, позвонив Нигме. Фокс пытается решить это, но Нигма отказывается, давая ему сообщение: «Завтра, когда пешка окажется на королеве, ты найдешь мою следующую цель во чреве зверя». Затем Буллок и Фокс допрашивают Уинстона Петерса (Х. Фоули), человека, который работает в ломбарде на Квинсе-Авеню. Питерс признаётся, что он прикрывал сотрудника по имени Тедди Тирио. Фокс обнаруживает, что Тирио является греком для «Зверя».
Брюс и Альфред (Шон Пертви) продолжают своё обучение, когда Брюс получает записку от Селины (Камрен Бикондова) для встречи. Брюс сначала отказывается, но когда Альфред вспоминает, что предыдущие отношения заканчились плохо, Брюс решает встретиться с ней. Затем Брюс бежит к Сонни Гилзину (Пол Пилс) и его людям до прихода Селины. Она утверждает, что не отправила свою записку и ушла. Сонни и его люди начинают избивать его, но Брюс, наконец, восстанавливает свои силы и бьёт их. Прежде чем вернуться в Поместье Уйэнов, его обнаруживает сам двойник, который вкалывает ему снотворное и утверждает, что он создан для того, чтобы быть им. Двойник затем приходит в Поместье Уэйнов и начинает изображать Брюса.
Буллок отправляется на учебу в полицейскую академию. Нигма снова сталкивается с Кобблпотом, который просто хочет, чтобы он признал, что потерялся без него. Нигма отказывается, а затем, в галлюцинации, Кобблпот (используя знаковый костюм и цилиндр) начинает петь «Wake Up Alone». Это заставляет Нигму показать, что убийство убила часть его, но он найдет новую дорогу, чтобы оставить его. Фокс у Ли (Морена Баккарин) проверяет мёртвое тело Тирио и находит значок Буллока внутри его живота. Нигма приходит на церемонию выпуска, отравляет Буллока, чтобы занять его место в качестве диктора, и бросает газ в церемонии, чтобы выбить курсантов. Затем Фокс говорит Нигме, что ему нужно будет пойти с ним, чтобы разгадать загадки, чтобы получить противоядие для курсантов. Фокс поднимается наверх, чтобы найти Буллока, привязанного к стулу на краю лестницы с тремя веревками, висящими на нём. Затем Нигма играет с ним в загадки, чтобы спасти Буллока. Фокс терпит неудачу в первых двух загадках, но угадывает последнюю, но веревка Буллока рвётся, но Фокс успел его спасти.
Тем временем, Гордон и Фрэнк отправляются в хижину в лесу, чтобы полностью поговорить. Фрэнк объясняет, что вернулся в Готэм, чтобы решить проблемы между ним и Гордоном. Затем он рассказывает о Суде Сов, тайном обществе, которое веками контролировало Готэм, и ему нужен был баланс города. Однако время шло, и оно стало коррумпированным. Он говорит, что он и отец Гордона Питер были членами Суда, и они хотят, чтобы Гордон присоединился к ним. Он также объясняет, что Питер обнаружил, что Суд пытался убить его на автокатастрофе, и Суд послал его в другое место в течение этих лет, чтобы доказать его лояльность, и он возвратился, чтобы попросить Гордона присоединиться к нему в снятии Суда. Франк позже уезжает, сообщая Кэтрин о своём прогрессе.
После того, как Нигма ушёл, Фокс уходит, пока он не встречает Нигму на своей машине. Фокс уже обнаружил, что атаки были всего лишь шарадой. Когда Фокс спрашивает его о других убийствах, Нигма отвечает, что в нём есть кто-то, кто заставит людей бояться его, и Фокс теперь для него враг. Теперь, когда Кобблпот ушёл, Нигма говорит, что он, наконец, знает, кто он, и называет себя «Загадочником». На следующий день он провёл последний разговор с Кобблпотом в порту, прежде чем бросить таблетки, наконец, приняв на себя роль Риддлера. Тем временем, Кобблпот оказывается живым в доме у Айви Пеппер, которая спасла его от реки несколько недель назад. Затем Кобблпот говорит, что ему нужно кого-то убить. Брюс просыпается в камере и обнаруживает через окно, что его тюрьма расположена на заснеженной горе.

## Производство

### Разработка
В декабре 2016 года было объявлено, что пятнадцатый эпизод третьего сезона будет назваться «Как Загадочник получил своё имя» и то, что сценарий был написан Меганом Мостином-Брауном, а режиссёром выступил Ти Джей Скотт. Было также объявлено, что эпизоды третьего сезона, начиная с 15-го эпизода, будут носить название «Герои восстали».

### Сценарий
Кори Майкл Смит уже более года комментирует, что пока он не догадался, каким будет костюм его персонажа, он был уверен, что это будет «безусловно зелёный костюм»; заявив, что детали для костюма шли уже полным ходом к июлю 2016 года. Он также добавил, что новый Загадочник не будет похож на версию Джима Керри в фильме «Бэтмен навсегда». Он заявил: «Я хочу, чтобы он был довольно эффектным. Таким образом, что мы имеем, поскольку костюм Загадочника действительно классный, и это отчасти, что мы хотели».
После выхода в эфир зимнего финала появились новые изображения и промо-ролики, демонстрирующие зеленый костюм Нигмы, что свидетельствует о его признании в качестве надвигающегося Загадочника. Смит комментировал: «Когда я надел его, мы использовали тех же самых портных, которые делали все мои костюмы. Это было просто красиво, с черным бархатом. У нас есть эти великолепные чёрные туфли с простым намёком на фиолетовый/бордовый предмет, только на обуви. Я был очень взволнован, потому что это шокировало на стойке, но потом это было на моём теле, и я подумал: „Это так здорово“». Первоначально, несмотря на нерешительность «блестящего зелёного костюма», он сказал, что это был его счастливый день, когда он надел костюм, хотя он несколько раз надеялся на трость с подписью Загадочника. Он также рассказал о Нигме: «Пришло время заявить, что он принял ту роль, которую ему дала судьба, и он станет злодеем, навлечет на себя разрушения и покажет людям, что все недооценили его. Он начал чувствовать мир и решать, что это не то, чего он заслуживает или что у него будет. Это возможно может быть одним из самых страшных (аспектов), быть очень плавным и сбалансированным». В то время как исполнительный продюсер Джон Стивенс сказал: «Любовь, которую он имеет к трюкам, планам и головоломкам, это его способ применить порядок к тому, что он видит как неупорядоченная вселенная». Стивенс утверждал, что видел его развитие как путешествие героя, а не трагедию.
Эпизод также показывает музыкальный момент, исполненный Робином Лордом Тейлором в галлюцинациях Нигмы. Тейлор исполняет обложку песни «Wake Up Alone» Эми Уайнхаус. Во время пения он также надевает классический костюм Пингвина, включая цилиндр, и прокомментировал момент: «Если вы заметили на сцене, мы впервые представляем цилиндр. Я ношу традиционную одежду из пингвинов, и поэтому эта красивая вещь - в каком-то смысле я продолжаю ходить, пока меня не застрелили, я всё время прихожу к Загадочнику и говорю ему: „Я определил тебя“, и в этом эпизоде тоже, „Я сделал тебя таким, какой ты есть“. И тогда странным образом в его фантазии он сделал Пингвина таким, какой он есть». Он также добавил: «Несмотря на то, что он неэмоциональный человек в этом эпизоде, и, хотя он не может быть романтичным, там была дружба и любовь, которые действительно прошли и были действительно замечательными».

### Кастинг
Эрин Ричардс, Джессика Лукас, Дрю Пауэлл, Бенедикт Сэмюэль и Майкл Чиклис не появились в эпизоде в качестве своих персонажей. В апреле 2017 было объявлено, что список гостей для эпизода будет включать Джеймса Ремара в роли Фрэнка Гордона и Х. Фоули в роли Уинстона Питерса.

## Реакция

### Зрители
Эпизод просмотрели 2.99 миллиона зрителей с долей 1.0/4 среди взрослых в возрасте от 18 до 49 лет, что является новой низкой серией. Это на 14% меньше, чем в предыдущем эпизоде, за которым следили 3.46 миллиона зрителей с 1.1/4 в демографии 18-49. С этим рейтингом, этот телесериал занял первое место в FOX, обойдя сериал «В розыске», и четвёртое место по своему временному интервалу и четвёртое позади повторного показа «Теория Большого взрыва», «Танцев со звездами» и «Голоса».

### Реакция критиков
| Рейтинги                        | Рейтинги |
| Издание                         | Оценка   |
| ------------------------------- | -------- |
| Rotten Tomatoes (Tomatometer)   | 100%     |
| Rotten Tomatoes (Average Score) | 9.0      |
| IGN                             | 8.0      |
| TV Fanatic                      | [ 17 ]   |
| TV Overmind                     | [ 18 ]   |

Эпизод «Герои восстали: Как Загадочник получил своё имя» получил в основном положительные отзывы от критиков. Этот эпизод получил рейтинг 88 % со средним баллом 8.67 из 10 на сайте Rotten Tomatoes.
Мэтт Фоулер из IGN дал эпизоду «большие» 8.0 из 10 и написал в своём вердикте: «„Готэм“ сделал перерыв после своей дуги Джерома и возвратился с забавным взносом, сосредотачивающимся на официальном рождении персоны Загадочника Эдварда Нигмы - рассказ, который энергично использовал недостаточно использованного Луциуса в качестве фольги Эдварда».